# Манден (Канзас)
Манден (англ. Munden) — місто (англ. city) в США, в окрузі Ріпаблік штату Канзас. Населення — 96 осіб (2020).

## Географія
Манден розташований за координатами 39°54′46″ пн. ш. 97°32′18″ зх. д. / 39.91278° пн. ш. 97.53833° зх. д. (39.912724, -97.538413).  За даними Бюро перепису населення США в 2010 році місто мало площу 0,52 км², уся площа — суходіл. В 2017 році площа становила 0,48 км², уся площа — суходіл.

## Демографія
Згідно з переписом 2010 року, у місті мешкало 100 осіб у 49 домогосподарствах у складі 30 родин. Густота населення становила 193 особи/км².  Було 67 помешкань (129/км²).
Расовий склад населення:
| - 100,0 % — білих |

До двох чи більше рас належало 0,0 %. Частка іспаномовних становила 0,0 % від усіх жителів.
За віковим діапазоном населення розподілялося таким чином: 20,0 % — особи молодші 18 років, 68,0 % — особи у віці 18—64 років, 12,0 % — особи у віці 65 років та старші. Медіана віку мешканця становила 48,9 року. На 100 осіб жіночої статі у місті припадало 100,0 чоловіків;  на 100 жінок у віці від 18 років та старших — 100,0 чоловіків також старших 18 років.
Середній дохід на одне домашнє господарство  становив 46 639 доларів США (медіана — 37 188), а середній дохід на одну сім'ю — 55 127 доларів (медіана — 53 750). За межею бідності перебувало 38,9 % осіб, у тому числі 69,2 % дітей у віці до 18 років та 0,0 % осіб у віці 65 років та старших.
Цивільне працевлаштоване населення становило 63 особи. Основні галузі зайнятості: виробництво — 28,6 %, освіта, охорона здоров'я та соціальна допомога — 12,7 %, сільське господарство, лісництво, риболовля — 12,7 %.